# Kallídromo
Kallídromo (en grec moderne : Καλλίδρομο) est une montagne du sud-est de la Phthiotide et du nord-est de la Phocide, en Grèce-Centrale. Son altitude maximale est de 1 399 mètres.
Kallídromo se trouve au sud du golfe Maliaque, à l'est du mont Œta et au nord de la vallée du Céphise.
Le site stratégique des Thermopyles, connu pour la bataille homonyme, se situe au nord de la montagne.